# ヌーカ
ヌーカ(NOOKA)は、時計を中心とするニューヨークのファッション・デザインブランド。アーティストでありデザイナーのマシュー・ウォルドマン(Matthew Waldman)によって設立された。
アナログ式でもデジタル式でもない、線と点のみをグラフィカルに使って時を表すデザインが特徴。腕時計のラインナップに加え、ファッションアクセサリーやフレグランスを加えた「Mindstyle」ブランドを立ち上げている。
企業・ショップなどとのコラボレーションも行っており、スポンジ・ボブ、ドラえもんといったアニメキャラクターのモデルもある。

## 歴史
- 1997年にロンドンのホテルで大きな柱時計を見つめていたマシュー・ウォルドマンは、ふと時間の表し方がいかに少ないかということに気づき、そこでひらめいた新しい時間の読み方を紙切れにスケッチし、それをNewYorkに持ち帰り特許局に提出したところ、特許を得ることに成功した。
- 1999年 日本のセイコーと契約を結び、「Nooka ZOO(SEIKO h-timetron final edition)」が造られ、セレクトショップでリリースされた。その腕時計はごく短期間、セレクトストアのみで限定生産・販売された。
- Nooka Inc.からマシュー・ウォルドマンのオリジナルヴィジョンにより忠実なラインナップが生産され、N.Y.のMoMA Design Storeやバーニーズ・ニューヨークで取り扱われている。
- 2005年 毎年開催されるGenArt賞アクセサリー部門でファイナリストに選ばれる。
- 2007年 7月4日、Nooka Japan Inc. が設立。日本各地のミュージアムストアやデザインストアなどで展開。